# Чемпионат СССР по баскетболу среди мужчин 1972/1973
Чемпионат СССР по баскетболу среди мужчин 1972/1973  — XL чемпионат СССР по баскетболу среди мужчин, проходивший с декабря 1972 года по апрель 1973 года. 

## Участники
В Высшей лиге чемпионата СССР по баскетболу среди мужчин в сезоне 1972/1973 года принимали участие 10 команд: московские ЦСКА и «Динамо», ленинградский «Спартак», киевские СКА и «Строитель», тбилисское «Динамо», тартуский «Калев», каунасский «Жальгирис», минский РТИ и ворошиловградский «Автомобилист».

## Составы команд
ЦСКА (Москва) В.Андреев, С.Белов, К.Белопуцкий, В.Викторов, В.Гомельский, Н.Дьяченко, И.Едешко, А.Жармухамедов, В.Иллюк, В.Капранов, Е.Коваленко, Н.Ковыркин, А.Кульков, В.Милосердов, В.Петраков, Б.Субботин, С.Ястребов. Тренер – Александр Гомельский.
Спартак (Ленинград) В.Арзамасков, А.Белов, А.Большаков, В.Бородин, Е.Волчков, И.Дворный, Л.Иванов, С.Кузнецов, А.Кулаков, А.Макеев, Ю.Павлов, Ю.Рогачёв, И.Рожин, М.Силантьев, В.Фёдоров, Ю.Штукин, В.Яковлев. Тренер – Владимир Кондрашин.
СКА (Киев) А.Вяткин, Б.Дербенцев, Ю.Егоров, С.Заброда, Г.Каржин, Р.Нестеров, В.Новиков, В.Окипняк, В.Салухин, Н.Сушак, Е.Филозоф, З.Хромаев, Г.Чечуро, А.Чугунов, Е.Шутов. Тренер – Александр Леонов.
Динамо (Тбилиси) Г.Бичиашвили, А.Васютинский, В.Джгереная, Ю.Дзидзигури, М.Коркия, Н.Коркия, Д.Магалтадзе, И.Нариманидзе, Т.Пицхелаури, Ю.Пулавский, З.Саканделидзе, А.Схиерели, В.Угрехелидзе, Т.Чихладзе, Л.Чхиквадзе. Тренер – Отар Коркия.
Калев (Тарту) А.Бросман, Ю.Варул, К.Ильвес, П.Кокк, А.Крикун, Я.Лентсиус, Я.Липсо, Я.Орав, Э.Парбо, Р.Покла, Т.Рандала, Я.Салуметс, А.Таммисте, М.Тикс, П.Томсон, В.Филатов. Тренер – Хейно Креевальд.
Жальгирис (Каунас) М.Арлаускас, Г.Будникас, Ш.Вайнаускас, Э.Василяускас, Р.Вензбергас, Л.Венцловас, И.Гидайтис, Л.Жукайтис, А.Жукаускас, Э.Кубилюнас, А.Линкявичус, В.Масальскис, В.Масюлис, М.Мисюнас, С.Паткаускас, М.Паулаускас, В.Сарпалюс, А.Сцинскас, В.Урба, Э.Хакас, А.Шидлаускас, Й.Юркшайтис. Тренер – Витаутас Бимба.
Строитель (Киев) В.Гладун, В.Детюк, Ю.Зазимко, А.Здрак, С.Коваленко, М.Литовка, П.Лушненко, В.Мартынов, А.Медведь, Н.Погуляй, Р.Рыжик, А.Сальников, В.Смольяков, Вяч.Шаблинский. Тренер – Владимир Шаблинский.
Динамо (Москва) А.Авраамов, В.Анненков, А.Блик, А.Болошев, А.Гончаров, В.Жигилий, В.Лебедев, А.Сидякин, В.Соколов, А.Сологуб, М.Сухов, В.Федоринов, А.Харченков. Тренер – Евгений Алексеев.
РТИ (Минск) В.Акимов, Ф.Артёменко, П.Беликов, А.Борисов, В.Гузик, В.Евтеев, В.Зеленко, В.Казаков, Е.Ковалёв, В.Кравченко, Н.Красницкий, В.Крисевич, А.Ладутько, А.Малышев, С.Пастушик, В.Пекленков, А.Попков, А.Радюк, Ю.Рондель, Г.Титков, К.Шереверя, А.Шукшин. Тренер – Иван Панин.
Автомобилист (Ворошиловград) Борисов, А.Вальтин, Ю.Велигура, Водолазко, В.Волков, В.Землянухин, В.Коканев, Ю.Кузьмин, Б.Луганский, М.Медведев, В.Пустогаров, В.Уваров, Умаев, А.Шальнёв. Тренер – Александр Клименко.

## Турнирная таблица
| Место                                        | Команда                      | Игры | Поб | Пор | Забито | Пропущено | +/-  | Очки |
| -------------------------------------------- | ---------------------------- | ---- | --- | --- | ------ | --------- | ---- | ---- |
| 1                                            | ЦСКА (Москва)                | 27   | 23  | 4   | 2387   | 1991      | +396 | 50   |
| 2                                            | Спартак (Ленинград)          | 27   | 21  | 6   | 2046   | 1848      | +198 | 48   |
| 3                                            | Жальгирис (Каунас)           | 27   | 17  | 10  | 2037   | 1971      | +66  | 44   |
| 4                                            | Динамо (Москва)              | 27   | 16  | 11  | 2020   | 1979      | +41  | 43   |
| 5                                            | Динамо (Тбилиси)             | 27   | 13  | 14  | 1984   | 2015      | −31  | 40   |
| 6                                            | Строитель (Киев)             | 27   | 11  | 16  | 1964   | 2047      | −83  | 38   |
| 7                                            | Калев (Тарту)                | 27   | 10  | 17  | 1878   | 1929      | −51  | 37   |
| 8                                            | СКА (Киев)                   | 27   | 10  | 17  | 1814   | 1900      | −86  | 37   |
| 9                                            | РТИ (Минск)                  | 27   | 10  | 17  | 1852   | 1997      | −145 | 37   |
| 10                                           | Автомобилист (Ворошиловград) | 27   | 4   | 23  | 1873   | 2178      | −305 | 31   |
| Данные на 01 апреля 1973 Итоговое положение. |                              |      |     |     |        |           |      |      |

## Первая лига
| Место | Команда                      |
| 1     | СКА (Рига)                   |
| 2     | Статиба (Вильнюс)            |
| 3     | Локомотив (Алма-Ата)         |
| 4     | Авангард (Донецк)            |
| 5     | Труд (Краснодар)             |
| 6     | Уралмаш (Свердловск)         |
| 7     | ВЭФ (Рига)                   |
| 8     | Красный котельщик (Таганрог) |
| 9     | Спартак (Николаев)           |
| 10    | Политехник (Кишинёв)         |
| 11    | СКА (Ленинград)              |
| 12    | СКИФ (Ереван)                |
| 13    | ГПИ (Тбилиси)                |
| 14    | АзИНХ (Баку)                 |
| 15    | Труд (Московская область)    |
| 16    | Университет (Ташкент)        |
| 17    | Аэрофлот (Москва)            |
| 18    | Авангард (Одесса)            |
| 19    | Алмаз (Москва)               |
| 20    | Политехник (Фрунзе)          |
| 21    | Захмет (Ашхабад)             |
| ----- | ---------------------------- |